# Distribución de probabilidad continua

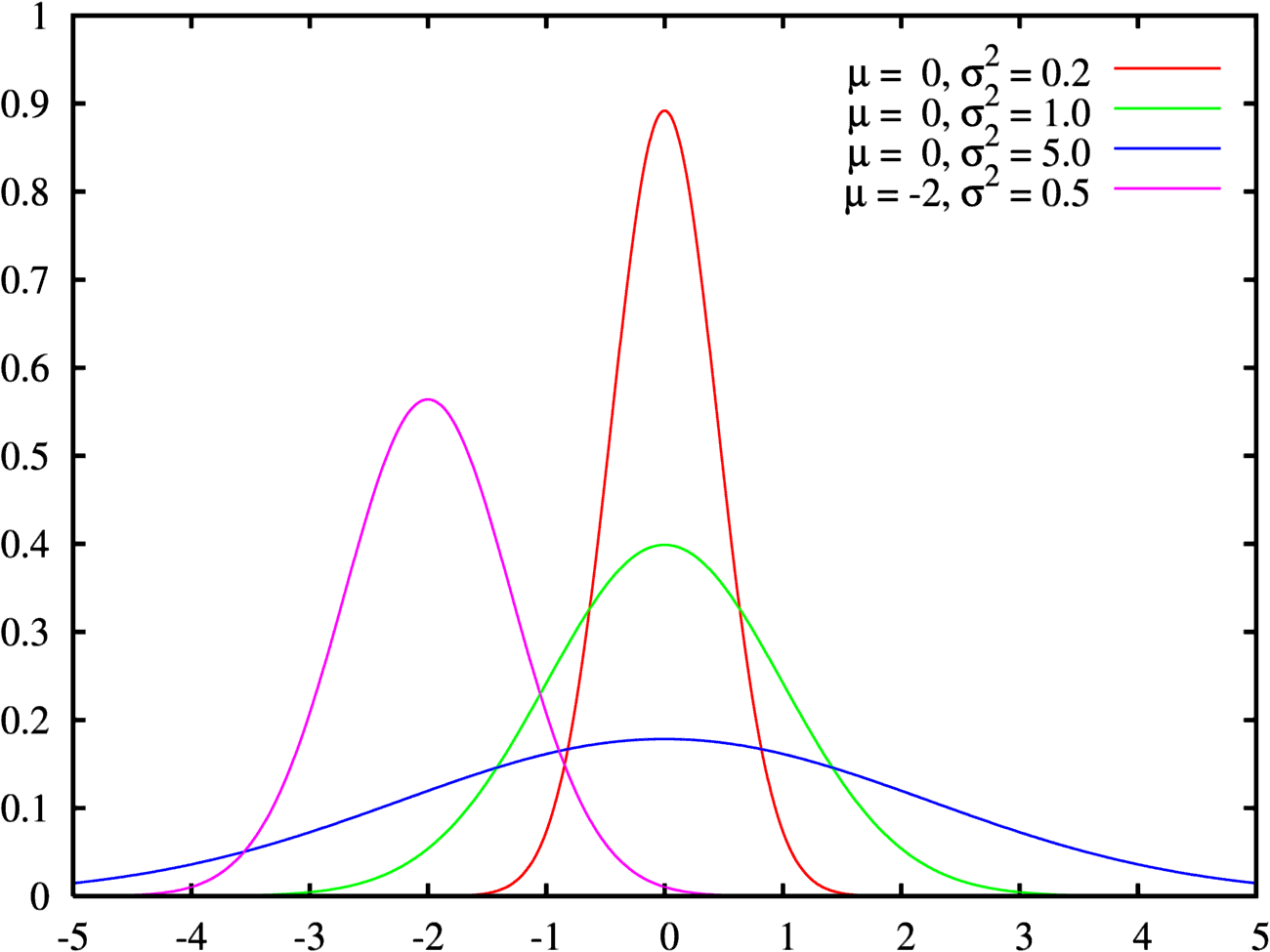
Una distribución de probabilidad continua, la distribución normal.

En teoría de la probabilidad una distribución de probabilidad se llama continua si su función de distribución es continua.
Puesto que la función de distribución de una variable aleatoria X viene dada por {\displaystyle F_{X}(x)=P(X\leq x)},
la definición implica que en una distribución de probabilidad continua X se cumple P[X = a] = 0 para todo número real a, esto es, la probabilidad de que X tome el valor a es cero para cualquier valor de a. Si la distribución de X es continua, se llama a X variable aleatoria continua.
En las distribuciones de probabilidad continuas, la distribución de probabilidad es la integral de la función de densidad, por lo que tenemos entonces que:
{\displaystyle F(x)=P(X\leq x)=\int _{-\infty }^{x}f(t)\,dt}

Existe una definición alternativa más rigurosa en la que el término "distribución de probabilidad continua" se reserva a distribuciones que tienen función de densidad de probabilidad. También estas funciones se llaman, con más precisión, variables aleatorias absolutamente continuas (véase el Teorema de Radon-Nikodym). Para una variable aleatoria X absolutamente continua es equivalente decir que la probabilidad P[X = a] = 0 para todo número real a, en virtud de que hay un incontables conjuntos de medida de Lebesgue cero (por ejemplo, el conjunto de Cantor).
Una variable aleatoria con la distribución de Cantor es continua de acuerdo con la primera definición, pero según la segunda, no es absolutamente continua. Tampoco es discreta, ni una media ponderada de variables discretas y absolutamente continuas.
En aplicaciones prácticas, las variables aleatorias a menudo ofrece una distribución discreta o absolutamente continua, aunque también aparezcan de forma natural mezclas de los dos tipos.

## Definición
Para una variable continua hay infinitos valores posibles de la variable y entre cada dos de ellos se pueden definir infinitos valores más. En estas condiciones no es posible deducir la probabilidad de un valor puntual de la variable; como se puede hacer en el caso de variables discretas, pero es posible calcular la probabilidad acumulada hasta un cierto valor (función de distribución de probabilidad), y se puede analizar como cambia la probabilidad acumulada en cada punto (estos cambios no son probabilidades sino otro concepto: la función de densidad.
En el caso de variable continua la distribución de probabilidad es la integral de la función de densidad, por lo que tenemos entonces que:
{\displaystyle F(x)=P(X\leq x)=\int _{-\infty }^{x}f(x)\,dx}
Sea {\displaystyle X} una variable continua, una distribución de probabilidad o función de densidad de probabilidad (FDP) de {\displaystyle X} es una función {\displaystyle f(x)} tal que, para cualesquiera dos números {\displaystyle a} y {\displaystyle b} siendo {\displaystyle a\leq b}.
{\displaystyle P(a\leq X\leq b)=\int _{a}^{b}f(x)\,dx}

La gráfica de {\displaystyle f(x)} se conoce a veces como curva de densidad, la probabilidad de que {\displaystyle X} tome un valor en el intervalo {\displaystyle [a,b]} es el área bajo la curva de la función de densidad; así, la función  mide concentración de probabilidad alrededor de los valores de una variable aleatoria continua. 
{\displaystyle P(a\leq X\leq b)=} área bajo la curva de {\displaystyle f(x)} entre {\displaystyle a} y {\displaystyle b}
Para que {\displaystyle f(x)} sea una FDP ({\displaystyle FDP=f(x)}) legítima, debe satisfacer las siguientes dos condiciones:
1. {\displaystyle f(x)} {\displaystyle \geq \;} 0 para toda {\displaystyle x}.
2. {\displaystyle \int _{-\infty }^{\infty }f(x)\,dx=1}

Ya que la probabilidad es siempre un número positivo, la FDP es una función no decreciente que cumple:
1.  {\displaystyle \lim _{x\to \infty }F(x)=1}.    Es decir, la probabilidad de todo el espacio muestral es 1.
2.  {\displaystyle \lim _{x\to -\infty }F(x)=0}.    Es decir, la probabilidad del suceso nulo es cero.

Algunas FDP están declaradas en rangos de {\displaystyle -\infty \;} a {\displaystyle \infty \;}, como la de la distribución normal.

## Distribuciones continuas
Las distribuciones de variable continua más importantes son las siguientes:
- Distribución Beta
- Distribución exponencial
- Distribución F
- Distribución Gamma
- Distribución ji cuadrado
- Distribución normal
- Distribución t de Student
- Distribución uniforme continua